# Johann David Schieferdecker
Johann David Schieferdecker (* 9. November 1672 in Weißenfels; † 11. Juni 1721 ebenda) war ein deutscher Theologe, Orientalist und Kirchenlieddichter.

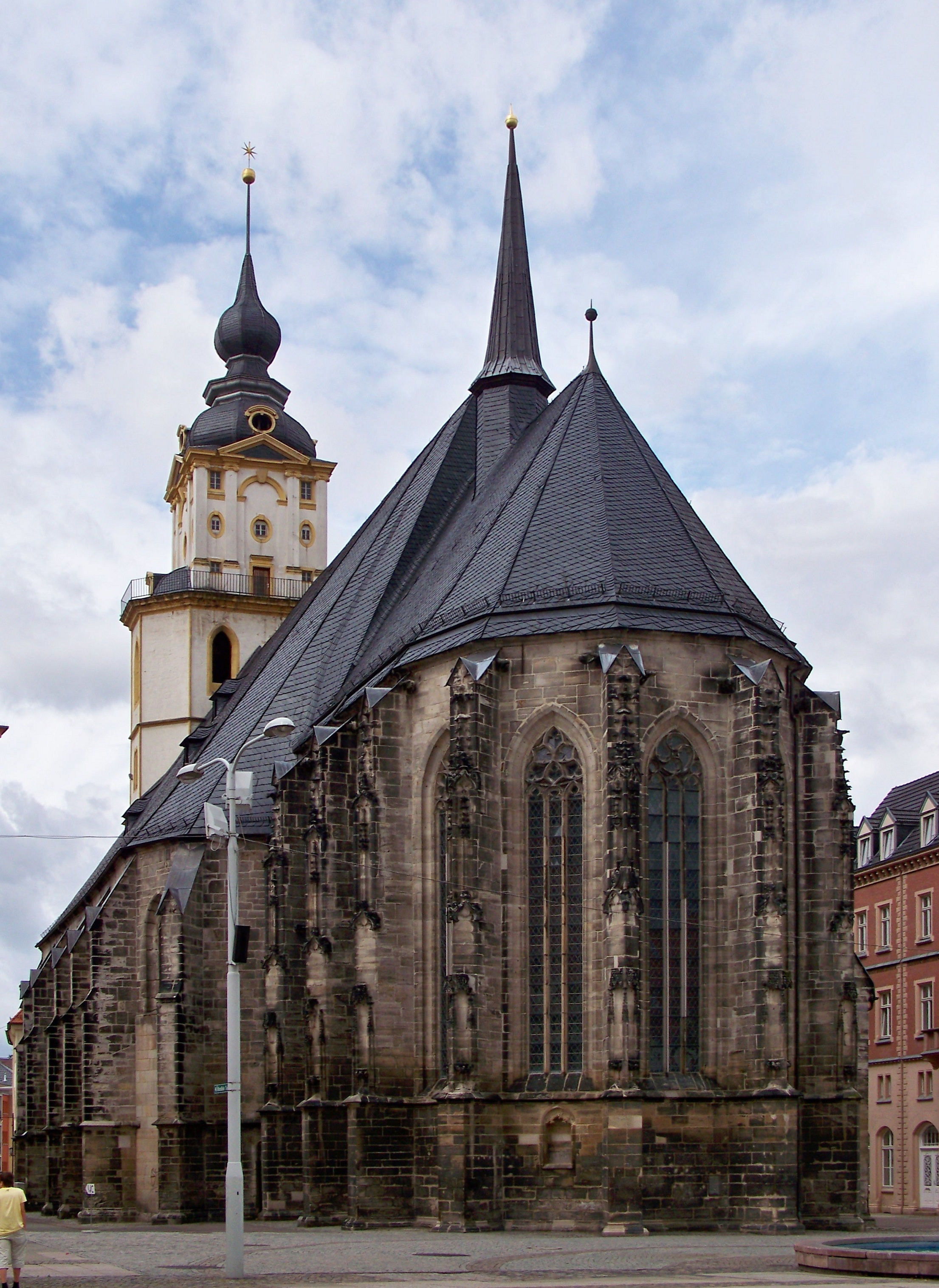
Marienkirche in Weißenfels

## Leben
Schieferdeckers Vater war Lehrer am Gymnasium Illustre Augusteum in Weißenfels und später Superintendent. Er war der Onkel des nur wenig jüngeren Organisten und Komponisten Johann Christian Schieferdecker.
Johann David studierte ab 1690 an der Universität Leipzig Theologie und Orientalistik. Nach Erlangung der Magisterwürde 1692 hielt er hier Vorlesungen, für die er auch eine arabisch-türkische Grammatik herausgab.
1698 wurde er von der Universität Jena zum Doktor der Theologie promoviert und als Nachfolger seines Vaters zum Professor an das Gymnasium Illustre Augusteum in Weißenfels berufen; hier wirkte er bis zu seinem Tod 1721. Zugleich war er Pastor primarius an der Marienkirche, der Stadtkirche von Weißenfels. Zu ihrem Jubiläum gab er 1703 eine Festschrift heraus, in der sich der später immer wieder zitierte Weißenfelser Speisezettel findet. Er gab angeblich die Speisenfolge des Festmahls zur Einweihung vom 15. September 1303 wieder und galt deshalb lange als ältester deutscher Speisezettel, wurde aber 2012 als neuzeitliche Fälschung erkannt.

## Werk
Bekannt wurde er vor allem als Dichter von Kantaten-Texten und Kirchenliedern. Für die Hofkirche im Schloss Neu-Augustusburg und die Schlosskapelle in Sangerhausen schrieb er sechs Jahrgänge Kantaten, deren erster mit einer Widmung an den Herzog Christian 1713 erschien, die anderen 1716 bis 1720. Liebhold hat viele seiner Kantaten vertont.
Von seinen Kirchenliedern blieben einige bis ins 19. Jahrhundert in Gebrauch, darunter Ach, liebster Gott! wie wunderbar; Komm, segne Dein Volk in der Zeit und Von ganzem Herzen glauben wir und wollen’s fest behalten.

## Werkauswahl
- Fructus linguae Arabicae, inclutae facultatis philosophicae. 1692, 1695
- Nucleus institutionum Arabicarum enucleatus. Grammatica Turcica. 1695
- De triumphis et ovationibus Romanorum. 1695
- Ritus Convocandi Ad Sacra, Maxime Apud Veteres. Zeitz: Hucho 1701
- Erneuertes Gedächtniss Des Weissenfelsischen Zions, Oder Eigentliche Beschreibung Der Pfarr-Kirche zu unser Lieben-Frauen in Weissenfelß, Was so wohl Bey erster Einweihung derselben, Den XV. p. Trin. A. M. MCCCIII. Als auch nachgehends Denckwürdiges sich begeben, Bey dem, Nach Verfliessung 400. Jahren, angestellten Solennen Danck-Feste, Dom. XV. p. Trin. A. M DCC III. / entworffen Von Joh. Dav. Schieferdeckern, Der Heil. Schrifft D. und PP. Weißenfels: Wohlfart 1703 (Digitalisat des Exemplars der Universitäts- und Landesbibliothek Sachsen-Anhalt)
- (Hrsg.) Hoch-Fürstliches Sachsen-Weissenfelsisches Vollständiges Gesang- und Kirchen-Buch. Weißenfels 1714
- Auserlesene aus Fürstlichen Gedancken hergeleitete Und nach der durchläuterten Rede des Herrn eingerichtete Fürstliche Reden, Daß ist verschiedener hohe Häupter Christliche Symbola, Auff des Durchlauchtigsten Fürsten und Herrn, Herrn Christiani, Hertzogs zu Sachsen ... Gnädigsten Befehl, Nach Ordnung der Sonn- und Festtäglichen Evangelien, in Geistliche Cantaten verfasset, Und so wohl in der ... Schloß-Kirche zu Weißenfels, Als auch in der ... Schloß-Capelle ... in Sangerhausen, ... 1715 und 1716 musiciret. Eißleben: Legischen Schriften, [ca. 1716] (Digitalisat des Exemplars der Universitäts- und Landesbibliothek Sachsen-Anhalt)